# コベナント・スクール銃乱射事件
コベナント・スクール銃乱射事件(こべなんと・すくーるじゅうらんしゃじけん) は、2023年3月27日にアメリカ合衆国テネシー州ナッシュビル近郊のグリーンヒルズにある長老派教会のチャーチスクールで発生した銃乱射事件。犯人は男性に性転換した28歳の元生徒エイデン・ヘイル(誕生名はオードリー・エリザベス・ヘイル)で、9歳の子供3人と成人3人を殺害したあとナッシュビル都市警察(MNPD)の警察官2人によって射殺された。これはテネシー州でもっとも犠牲者の多い銃乱射事件である。

## 背景
コベナント・スクールはナッシュビル近郊のグリーンヒルズにある私立のキリスト教の学校で、未就園児から6年生の約200人が通う。この学校は2001年に長老派教会の奉仕活動の一環として設立された。

## 乱射事件
ヘイルは車で学校に向かい、中部標準時の9:54に到着。9:57、旧友にインスタグラムのメッセージを送り、これまでの投稿は "基本的に遺書" であり、今日が死ぬ日だと予想していたと伝えている。メッセージを受け取った友人は人生相談に電話し、その後、10:13にデイヴィッドソン郡保安官事務所に連絡した。
10:11、2つのライフルと1つの拳銃で武装したヘイルはガラスドアを撃って建物内に入っている。10:13、警察にアクティブシューター(閉鎖空間で大量に人を殺そうとする者)の通報が入った。
また、この時点では幼稚園生は校外にいたため、コベナント・スクールの目の前にあった民家に駆け込んだとされている。
民家の中の住民は幼稚園生が怖い思いをしないよう、ふたつの部屋で違うアニメを流し、銃声や警官の音が聞こえないようにしたという。
それ以降から通報回数が増え、美術室内からかけた電話では児童の「Can we go home?(帰れるの？)」という声が聞こえているシーンがある。
警察が現場に到着したとき、教師は警察官に生徒たちは学校内の安全な場所に避難させたが、2人が不明だと知らせている。警察官が建物内に入ったのは10:23で、1階の安全確認をしているときに2階から銃声が聞こえた。警察官は2階の被害者を飛び越えてヘイルに向かい、10:25に5人の警察官がヘイルの元にたどり着き、2人の警察官がそれぞれ4発を撃ち、最初の通報から14分後の10:27にヘイルの死が確認された。ヘイルは合わせて150発以上を撃っている。MNPDによってウッドモント・バプテスト教会に家族の迎えを待つための再会センターが設立され、午後に生徒たちはバスに乗って向かった。

### 被害者
6人(3人の生徒と3人の職員)が無作為に殺された。1人は現場で、5人は搬送先の病院で死亡が宣告されている。亡くなった生徒はエヴェリン・ディークハウス、ウィリアム・キニー、ハリー・スクラッグス (いずれも9歳)。職員の犠牲者は代理教員のシンシア・ピーク(61)、守衛のマイク・ヒル(61)、校長のキャスリーン・クーンセ(60)の3人。
それと割れたガラスで手を切った警察官がいる。

## 犯人
エイデン・ヘイルはナッシュビルの住民で、犯罪記録は無かった。元校長によると、ヘイルは "だいたい10歳ごろ" に学校に通っていた。MNPD署長は、ヘイルは精神障害の治療を受けていて、事件に使われた3丁を含む7丁の銃を2020年10月から2022年6月にかけて合法的に購入していた。
警察は、この28歳の人物を女性と扱い、名前も生誕名のオードリー・エリザベス・ヘイルとしていた。事件当日、警察署長は "ヘイルは性転換者のようだが、捜査はすべて、まだ初期段階だ" と発表した。これを受けて、メディアはヘイルを女性から性転換した男性だと報じた。ヘイルの元美術クラスの教師とクラスメイトは2022年にフェイスブックでヘイルがカミングアウトしたことを思い出している。
ヘイルは2022年に大学を卒業してイラストレーターとグラフィックデザイナーをしていた。近隣住民によれば、彼は両親と同居している。

## 事件の捜査
MNPDは、テネシー捜査局とATFの捜査協力を得て事件を調べた。ヘイルの自宅の家宅捜索では、2丁のショットガン(うち1丁は銃身が切り詰められたもの)などの証拠が押収された。証拠の中には侵入できそうな入り口を示す詳細な地図やマニフェストが含まれる。ヘイルは事前に現場を下見したと思われ、もともとは別の場所を狙ったが、セキュリティレベルの問題で断念している。4月3日、警察はヘイルは1ヶ月前から計画を立て、現場で5.56mmライフル弾を126発、9mm弾を26発の計152発を撃っていたと発表した。
2023年4月14日の時点で、警察は事件の動機を公表していない。ヘイルが残した記述(日記、計画書、当初はマニフェストと呼ばれたものなど)について警察は "とりとめのないもの" で、それらに特定の政治的あるいは社会的な問題について触れられた部分はないと言っている。CNNの報道では、3ページの日記に現場の学校と生徒に向けられた "憎悪に満ちた言葉" が綴られていた。とりとめのない記述には、同性愛嫌悪、人種差別、修辞、宗教的暗喩が含まれている。

## 社会的反応
コベナント・スクールの校長は警察の捜査に対し、プライバシーへの配慮を求める声明を出した。死傷者を追悼する集会が開かれ、学校で行われたものでは花、風船、ぬいぐるみが集まった。ベルモント大学では追悼コンサートが開かれ、キャリー・アンダーウッド、トーマス・レット、コロニー・ハウスなどが出演した。それらすべての収益は学校の事務員、生徒、その家族に寄付される。ナッシュビル市は基金を設立して事件被害者たちを支援している。テネシー州のコミュニティ財団もコベナント・スクールのために基金を設立し、GoFundMeは同様の寄付金を集めるものから、確かなものだけ集めたリストを作った。
シェリル・クロウなど、ナッシュビルで有名なミュージシャンたちは事件への哀悼の意と学校への襲撃が続くことへの憤りを表明している。女優のメリッサ・ジョーン・ハートは事件が起こったときに、すぐそばにいて、子供たちを安全な場所に誘導するのを手伝っており、翌日、その敬虔についてインスタグラムにポストしている。
ナッシュビル選出の代議員アンディ・オーグルは "我々は遺族に対して(追悼の)思いと祈りを送ります。3人の子を持つ父として、この無分別な暴力的行為に酷く胸を痛めています" とツイートしたが、その後にクリスマスツリーの前で彼と家族がライフルを持っている写真を公開していたのが発覚して世間の批判を浴びた。
アリゾナ州知事の報道官は乱射事件から数時間後に、ネットミームの「グロリアの女優が2丁の銃を向けている画像」に "トランスフォビアを見つけたときの私たち" のキャプションを付けてツイートした。このツイートは広範囲から批判されて2日後に彼女は辞職した。後任者は、このツイートは知事の意志を反映したものではないと述べた。
長く続くネットミームの1つとして、コメディアンのサム・ハイドの画像が犯人のものとして流布された。偽のマニフェストが4chanに投稿され、それがツイッターにも再投稿されている。

### 政策論争と抗議活動
乱射事件を受けて、ジョー・バイデン大統領は "我々は銃による暴力を止めるための行動を、より進めなければならない。銃による暴力は我々の社会を引き裂き、この国の魂を引き裂き、この国の最も本質的なものを引き裂いている...学校を刑務所とさせないために、我々はもっと努力をしなければならない" とスピーチしている。大統領はすべての連邦ビルに対して、半旗を掲げるよう命じた。ナッシュビル市長は、州政府に危険から身を守る法を制定し、中の安全に対して行動を取るよう求めた。テネシー州の代議員は、乱射事件を受けて、銃規制の改革を訴えた。
3月30日、抗議者たちはテネシー州会議事堂に集まり、より厳しい銃規制を求めた。参加者の子供中には、被害者の年齢に関連して "私は9歳" という看板を掲げている。議事堂の中では、3人の州議会議員が抗議活動者を率いて "もう黙っていられない"、"行動しなきゃいけない"、"今すぐ銃改革を" と叫び、議員たちの銃規制を後押ししていた。この抗議活動で、銃の購入規制を拡大する法案の公聴会が遅れた。4月5日、政治家に銃による暴力を終わらせることを求めて、全米の学生数千人が授業のボイコットした。学生のNPO法人 "March for Our Lives" はテネシー州全域でストライキを行い、州会議事堂に向けての行進を行った。
3月30日の抗議活動のあと、州会議事堂で活動を率いた3人の議員は州議会の委員会の職を解かれ、さらには議会から追放される可能性があると通知された。議会の広報は、彼らの行動は容認できず、礼節や手続きのルールを破るものだと発表した。4月6日、議会の投票で3人のうち1人は1票差で除名を逃れたものの、2人は議会から除名処分を受けた。それから1週間も経たぬうちに、彼らは暫定的に復職した -- ナッシュビル評議会が全会一致で1人の暫定的な復職を認め、シェルビー郡行政委員会も、残る1人の暫定的な復職を認めた。この除名から暫定的な復職までの出来事は、全米の注目を集めた。
州議会は学校における安全対策を改善する法案を通した。3月、私立校で乱射事件から守るために警察署から学校駐在警察官を雇うことを認める法案が通過し、即日施行された。4月には、すべての学校に駐在警察官を配置するなど学校の安全確保のための予算、2億3000万ドルが議会を通過し、5月に州知事が署名した。
乱射事件を受けて、2023年8月8日に州知事は州議会に特別な議会の開催を呼びかけ、8月21日に開催された議会では公衆の安全について集中討議された。

### ヘイルの記述についての論争
事件直後、警察官は当初、"マニフェスト"と呼ばれていたヘイルが書き残したものを集めた。テネシー州捜査局の捜査官は、後にこれは誤った表現と呼び、彼の残したものは詳細な計画書と "日記形式の暴言" のようなものだと説明した。MNPDは新聞社からヘイルの記述の請求を拒否し、州議会議員の法に基づく公開要請も拒否した。あるナッシュビル郡評議会のメンバーは、それらには "完全な大量殺人の青写真" が書かれていて他の乱射を企む者を触発するため、公開されないだろうとFBIから聞いている。テネシー州の政治家や著名人(イーロン・マスクやドナルド・トランプ・ジュニアなど)は、記述を発表するよう公に求めている。上院議員のビル・ハガティは "私は国民の誰もが、何が起こったのか、そして、この凶悪な事件を起こした病人が何を考えていたのか知る価値があると思っている" と言っている。共和党の下院議員団の代表は、乱射事件に対する法整備の対応が不十分なのは、ヘイルの記述が公開が遅れていることに原因があるとし、"おそらく我々はマニフェストの中に何が記されているか知るまで、この恐ろしい状況に対処しきれないだろう" と言っている。
2023年4月28日、州知事は個人のツイッターアカウントで、ヘイルの記述が公開されるまで "もうすぐ" だとツイートした。全国警察連合とテネシー州銃器連合は、それぞれ記述の公開を求め提訴したとき、MNPDは "係争中の訴訟" のため、弁護士の助言に基づき公表は先送りすると発表した。コベナント・スクールは記述の公開で "学校の機密情報" が明らかにされないよう、また、生徒の保護者の75％が公開に反対しているため、公開を求める2つの訴訟に第三者として参加した。判事は学校と保護者が要求した公開の先送りを支持する判決を出した。

#### 情報の漏洩
2023年11月6日、ヘイルの日記の3ページの画像が公開された。ナッシュビル警察の署長は画像が本物であることを認め、ナッシュビル市長はナッシュビル市の法部門に、どういう経緯で画像が漏れたのか調査するよう命じた。日記には "より多くの死者数" への思いと、"貧乏白人の子供" と "白人特権の男性同性愛者" の殺害願望が書かれていた。
2024年6月4日、ヘイルの日記合計80ページ以上が「The Tennessee star」というローカル局により流出。
これにより、事件前から事件直前にかけてのヘイルの状態が明確に分かるようになり、事件を起こした原因が捜索しやすくなると考えられていた。
しかし、著作権等の問題で裁判になり、公開停止の処分を受けた。
2023年1月~襲撃当日(3月27日)までの日記は、9月3日に画像が流出。
(DEATH DAYの日記も3月27日当日のものであることが判明し、一番最後のページには「いい事のために私を忘れないで(翻訳のため正確な文不明)」と思われる単語が書いてあった。
また、このページのみ最後の記名は本名である「Audrey」となっていた。)
The Tennessee starのサイトからダウンロード出来るようになっている。<ref>“The Tennessee Star Releases ‘Manifesto’ Left by Transgender Covenant School Killer Audrey Hale”.   news.com.au. 2024年9月11日閲覧。</ref>
流出した内容
2024年6月4日にマニフェストを入手後、様々な情報が明かされてきた。
・22年間精神病を患っており、病院で治療を受けていた(3度入院寸前(摂食障害によるもの)になったが、本人の意思で入院を回避)
・自身がもしペニスを持っていたら という妄想に浸っていたこと
・自身が女性として生まれたことに対する恨み
・父親を殺したい、父親は愛をくれなかった(簡潔にまとめると:父親への恨み)
・元チームメイトであった女性の事故死にショックを受け、彼女の元へ行きたいという思い
など、様々な内容が書かれていた。